# Răstolțu Deșert, Sălaj
Răstolțu Deșert (în maghiară: Pusztarajtolc) este un sat în comuna Agrij din județul Sălaj, Transilvania, România.
Satul Răstolțu Deșert este atestat documentar la 1459 sub denumirea de Also Rejtocz.

## Lăcașuri de cult
- Biserica românească din lemn “Adormirea Maicii Domnului”, din secolul XIX.

## Galerie de imagini

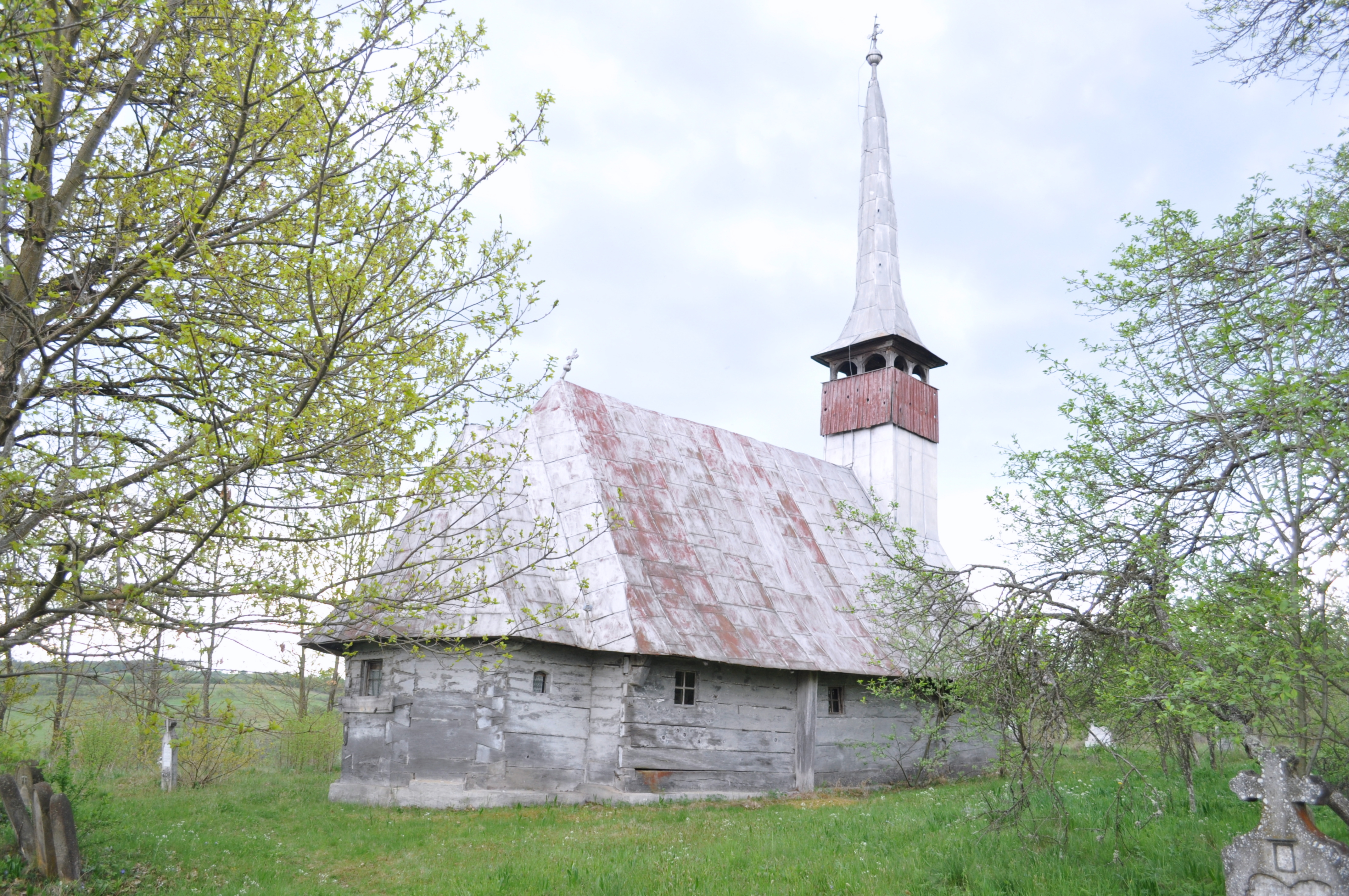
Biserica de lemn „Adormirea Maicii Domnului”
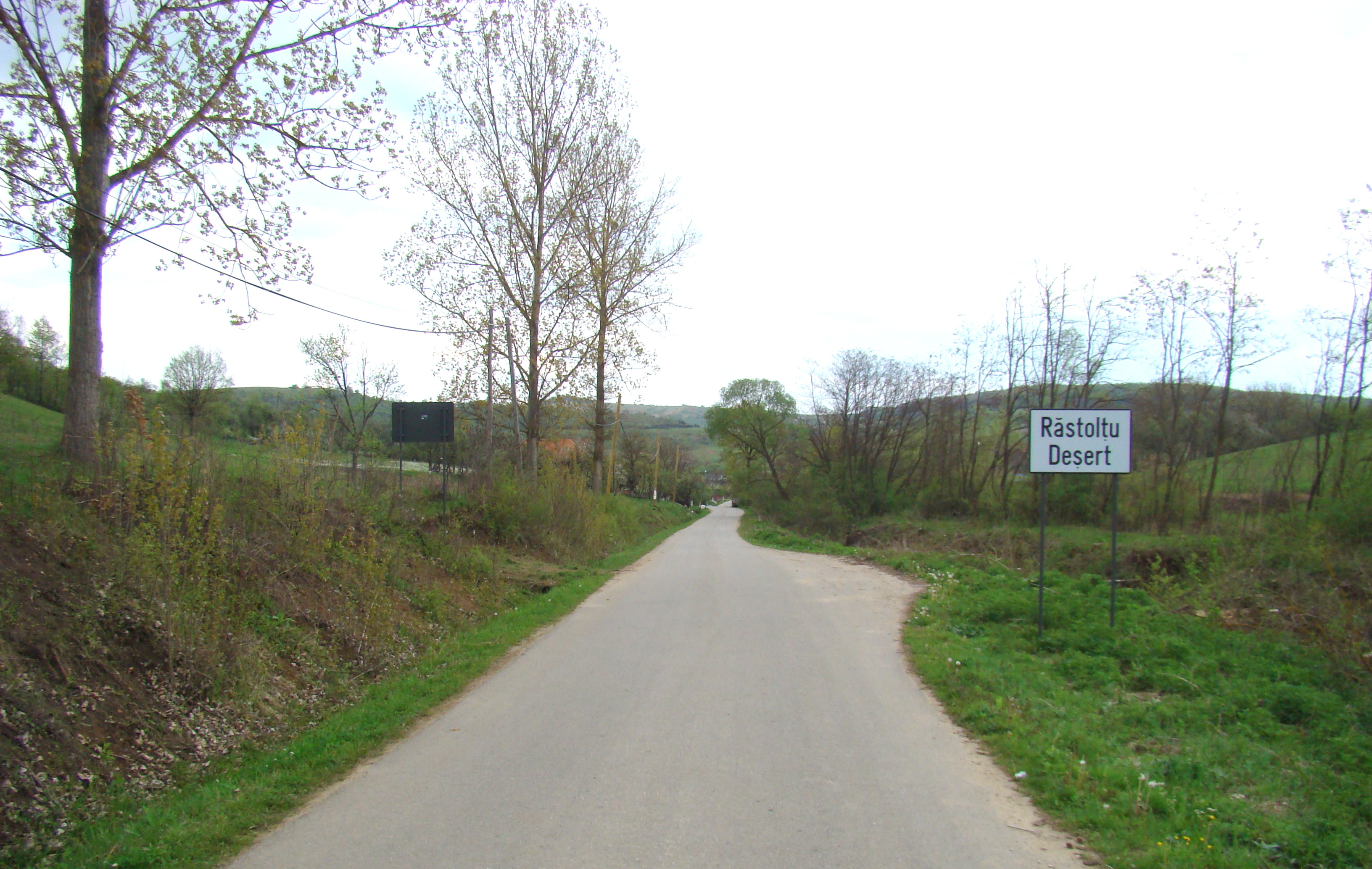
Intrarea în localitate
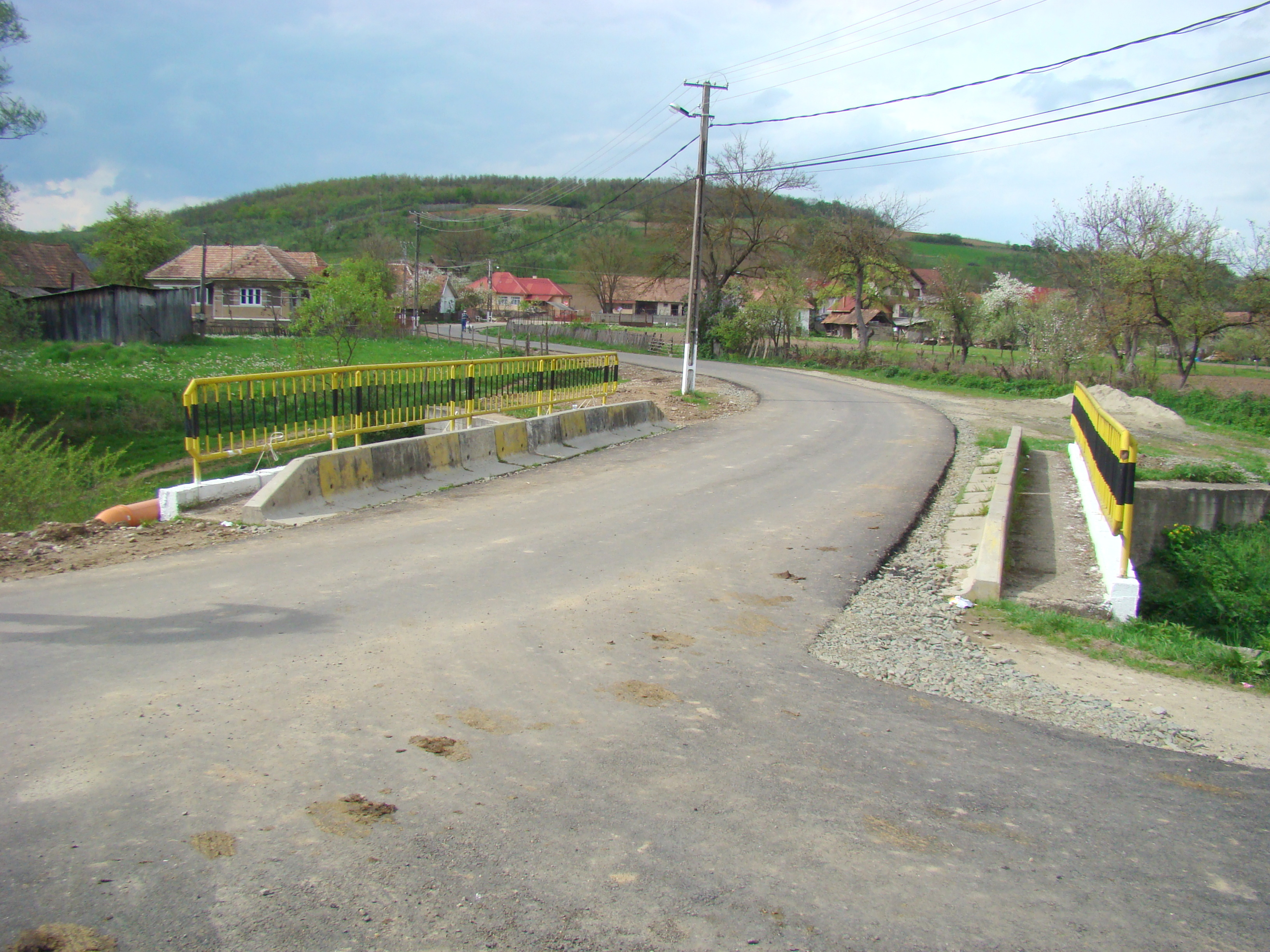
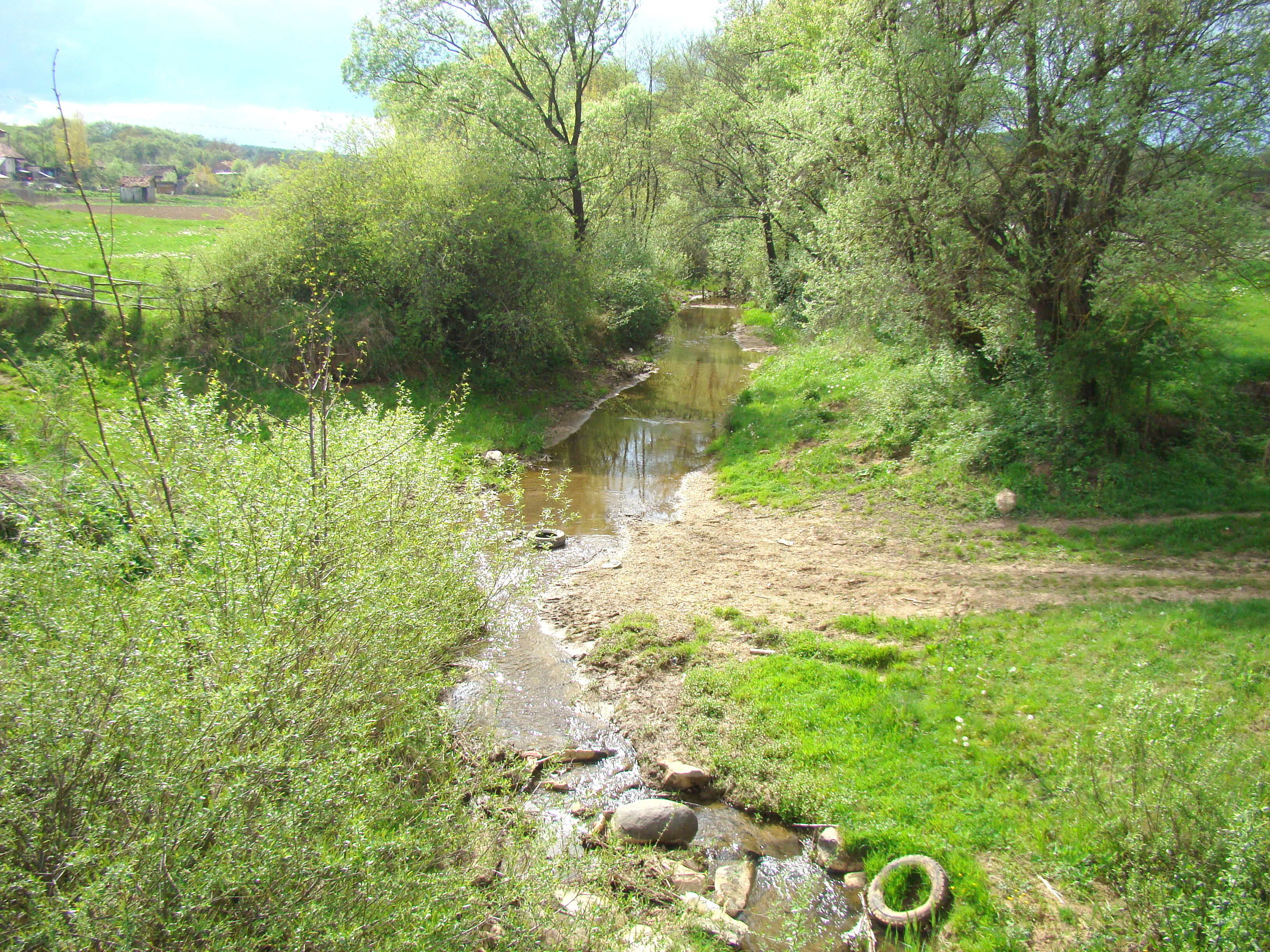
Râul Răstolț
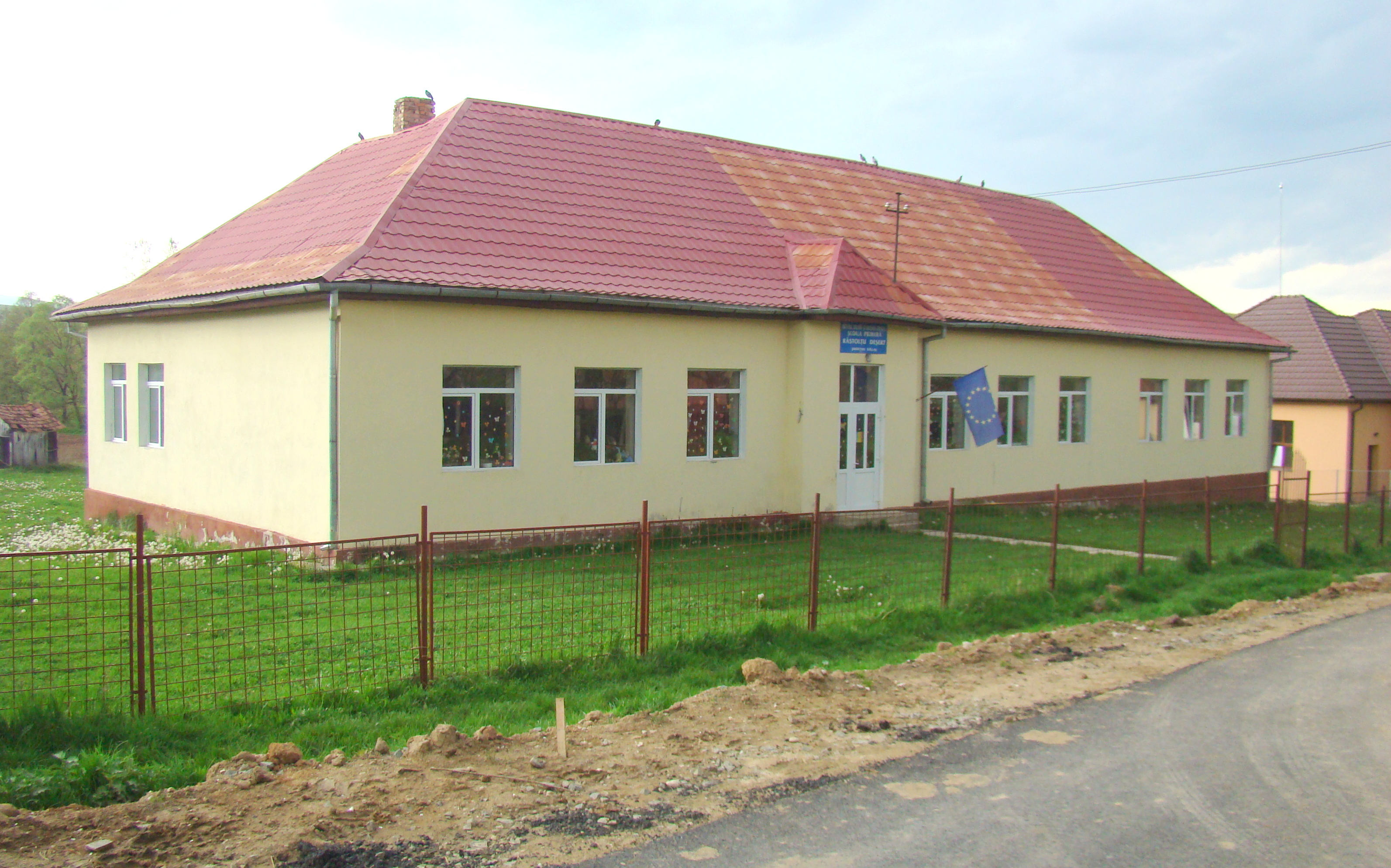
Școala
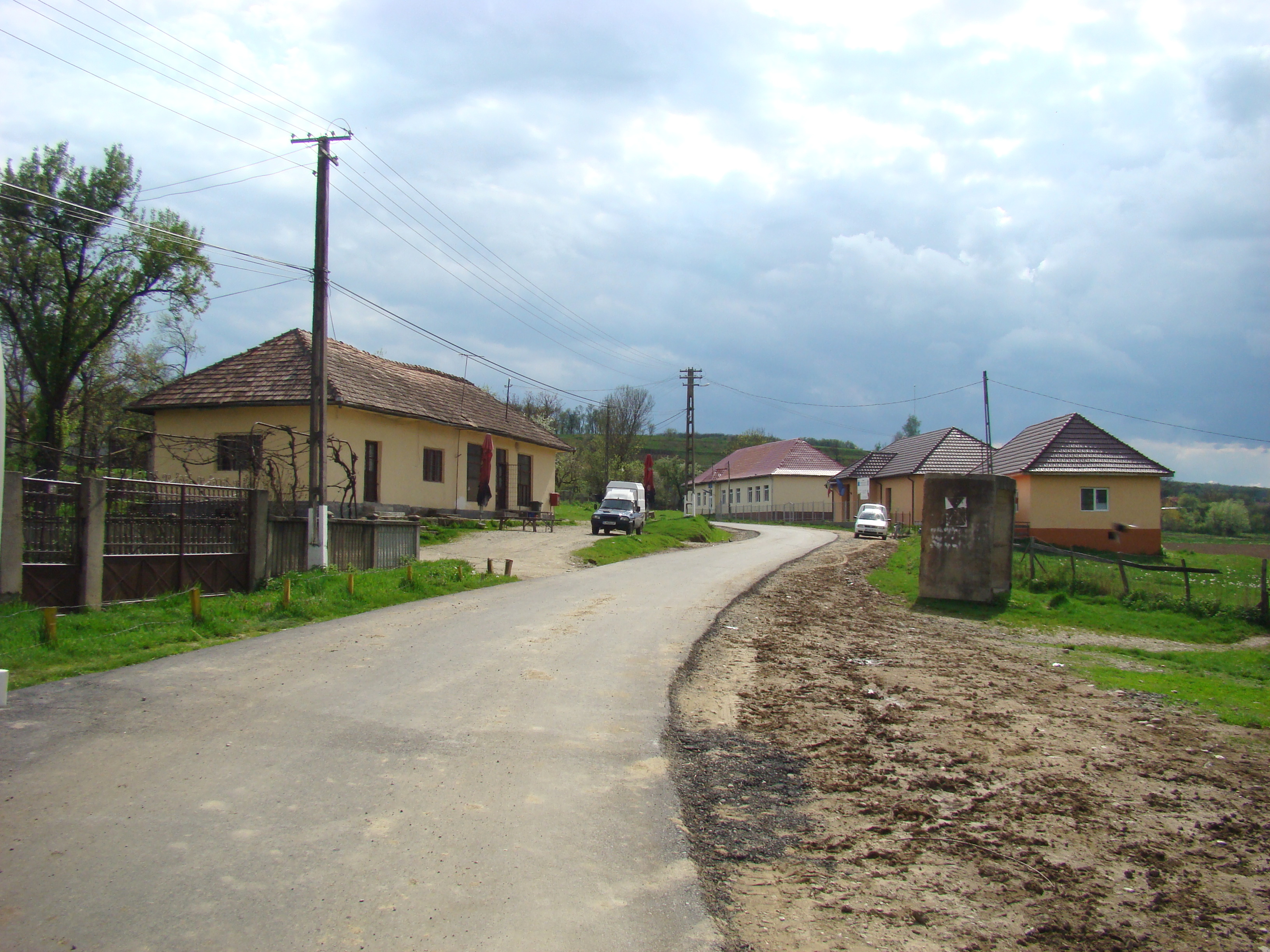
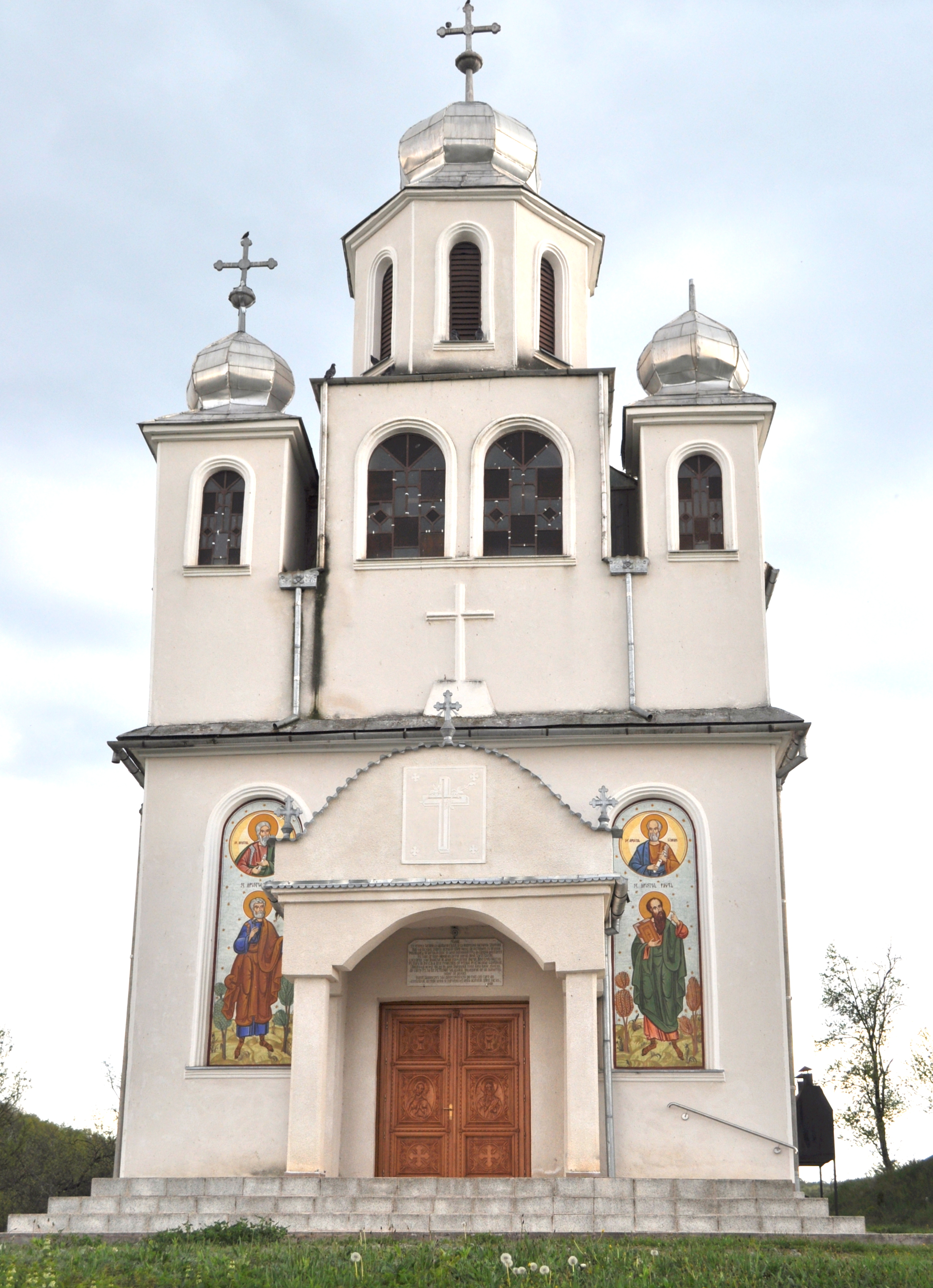
Biserica de zid „Pogorârea Sfântului Duh”
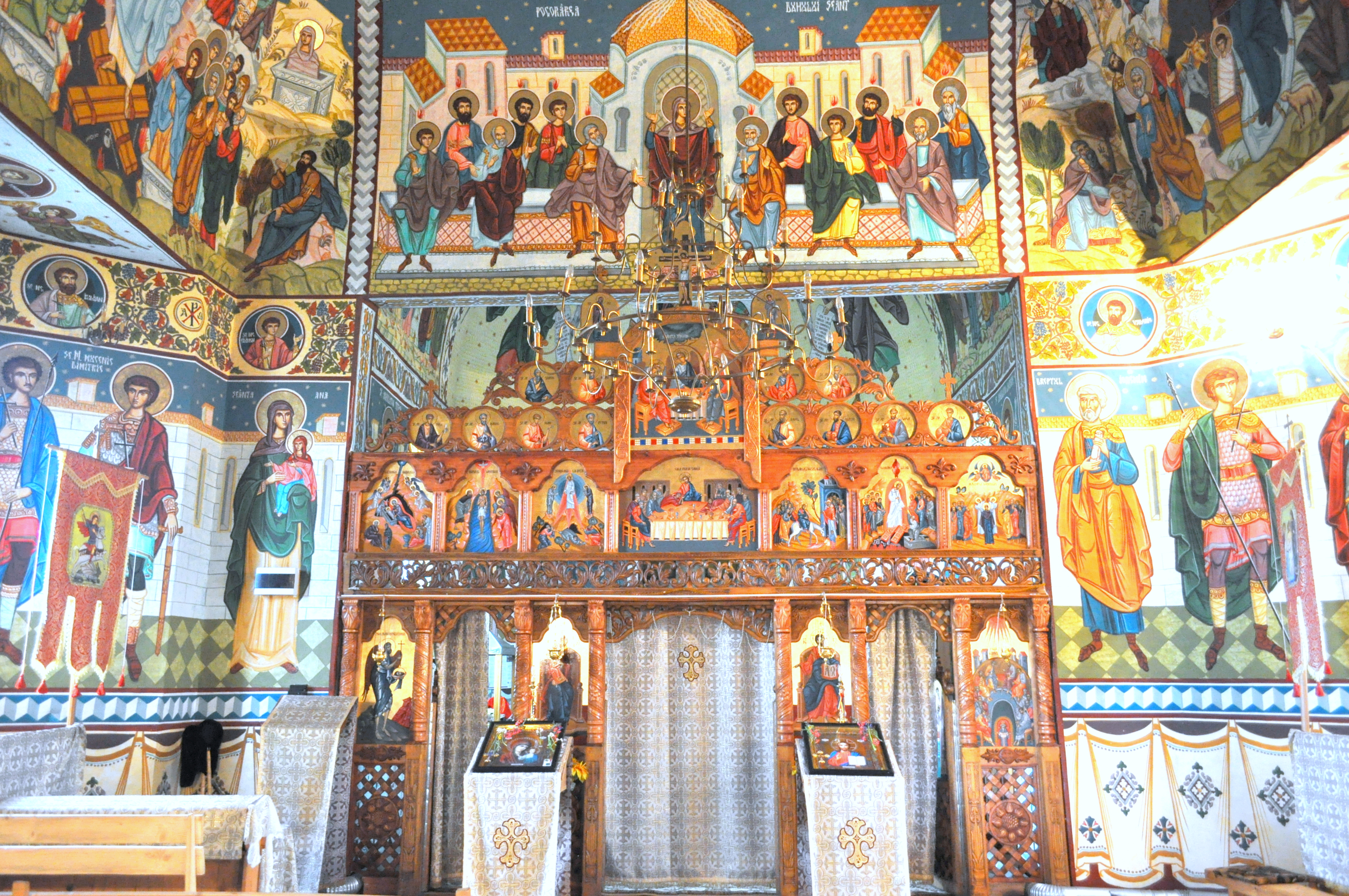
Biserica de zid „Pogorârea Sfântului Duh” (iconostasul)
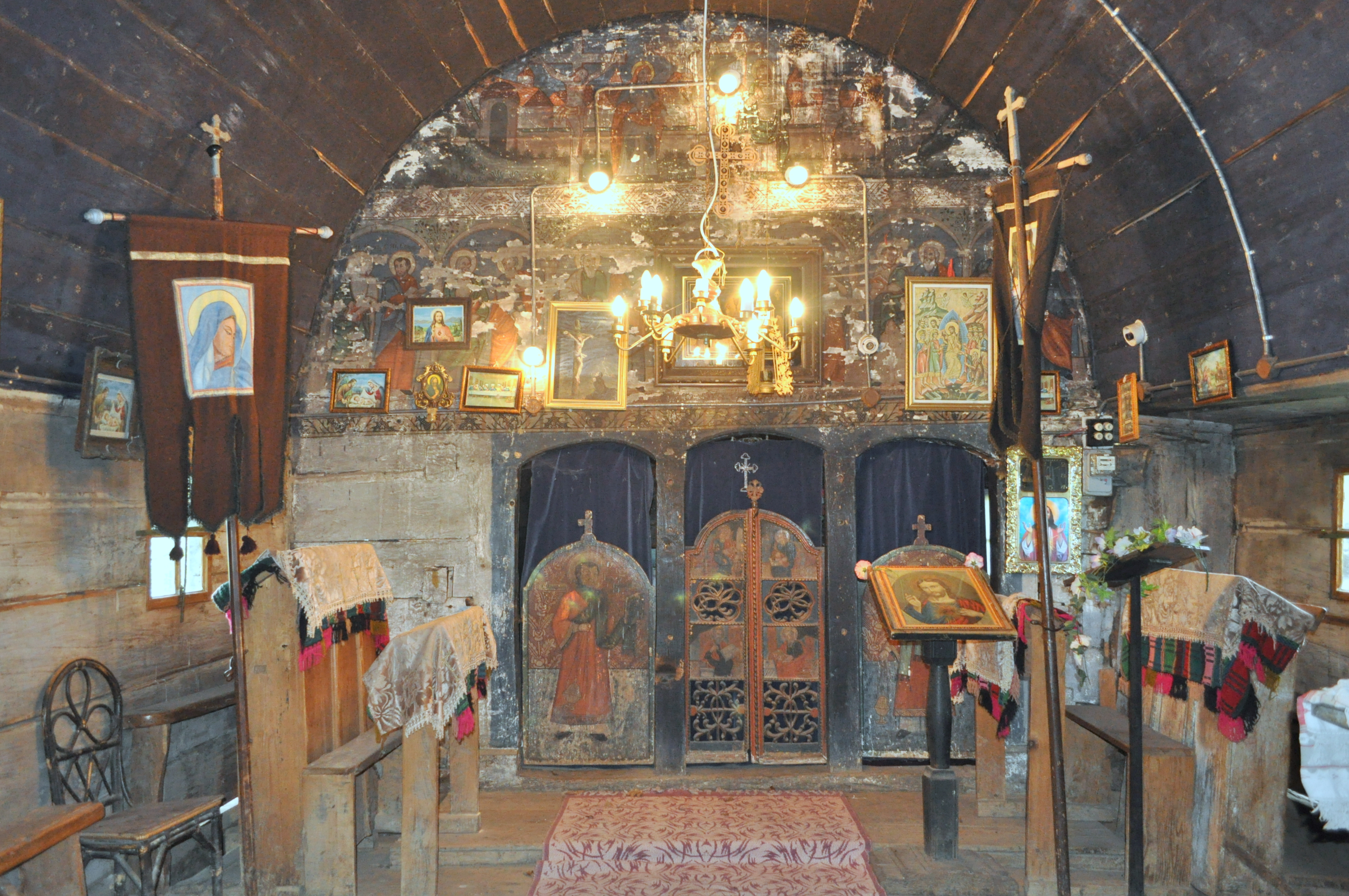
Biserica de lemn „Adormirea Maicii Domnului”